# 4769 Castalia
A 4769 Castalia (ideiglenes jelöléssel 1989 PB) egy földközeli kisbolygó. Eleanor F. Helin fedezte fel 1989. augusztus 9-én.